# Pharyngochromis
Pharyngochromis ist eine artenarme Gattung aus der Familie der Buntbarsche (Cichlidae). Sie kommt im südlichen Afrika im Sambesi, im Okavango und im Save vor.

## Merkmale
Pharyngochromis-Arten sind mittelgroße Buntbarsche und erreichen eine maximale Länge von 22 cm, dabei werden Männchen größer als die Weibchen. Sie sind außerdem farbiger, zeigen Eiflecke auf der Afterflosse und besitzen größere Flossen. Der Kopf der Pharyngochromis-Arten ist groß und bullig. Der Körper ist von typischer Buntbarschgestalt und seitlich etwas abgeflacht. Er ist vor allem von Rundschuppen bedeckt, Kammschuppen gibt es nur wenige, bzw. sie sind nur unvollständig ausgebildet. Zwischen den letzten fünf bis sieben Schuppen der oberen Seitenlinie und der Basis der Rückenflosse befinden sich eine normalgroße und eine kleine Schuppe. 

## Lebensweise
Über die Lebensweise der Pharyngochromis-Arten ist nur wenig bekannt. Wie andere haplochrominene Buntbarsche sind sie ovophile Maulbrüter. 

## Arten
Die Gattung Pharyngochromis umfasst zwei Arten:
- Pharyngochromis acuticeps (Steindachner, 1866)
- Pharyngochromis darlingi (Boulenger, 1911)